# Rio do Prado
Rio do Prado és un municipi brasiler de l'estat de Minas Gerais. La seva població al cens federal de 2022 era de 4.639 habitants.
El 15 d'agost del 1929, el Sr. Antônio Martins Figueiredo i altres alçaren la creu de fundació del "Poblat de Barracão" dalt d'un turó. El 1934 es va oficialitzar la primera escola del Poblat de Barracão. El 17 de desembre del 1938, el Poblat de Barracão va ser elevat a la Vila amb el nom de Rio do Prado.